# ブー・イナーニーヤ・マドラサ

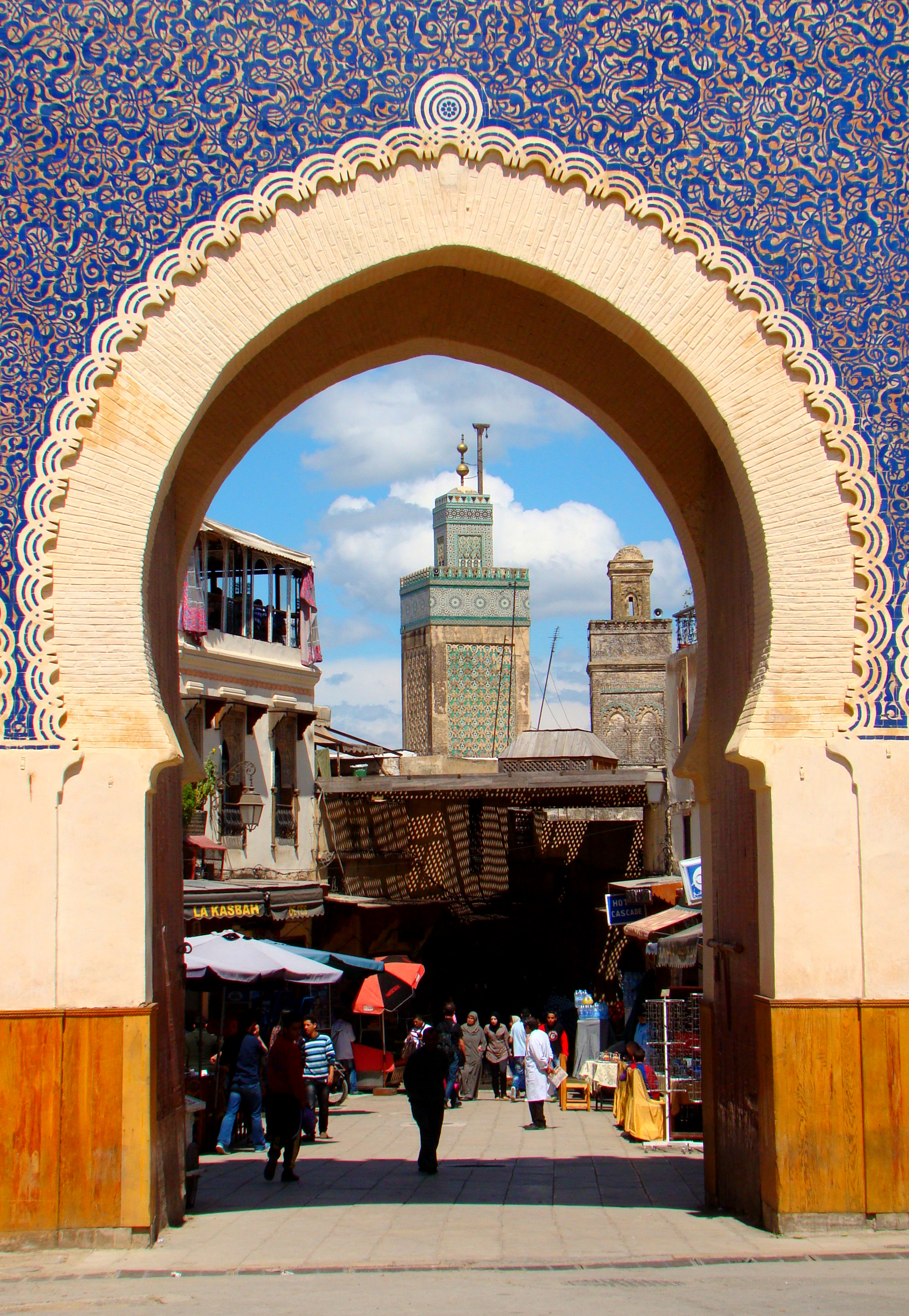
ブー・イナーニーヤ・マドラサのミナレット

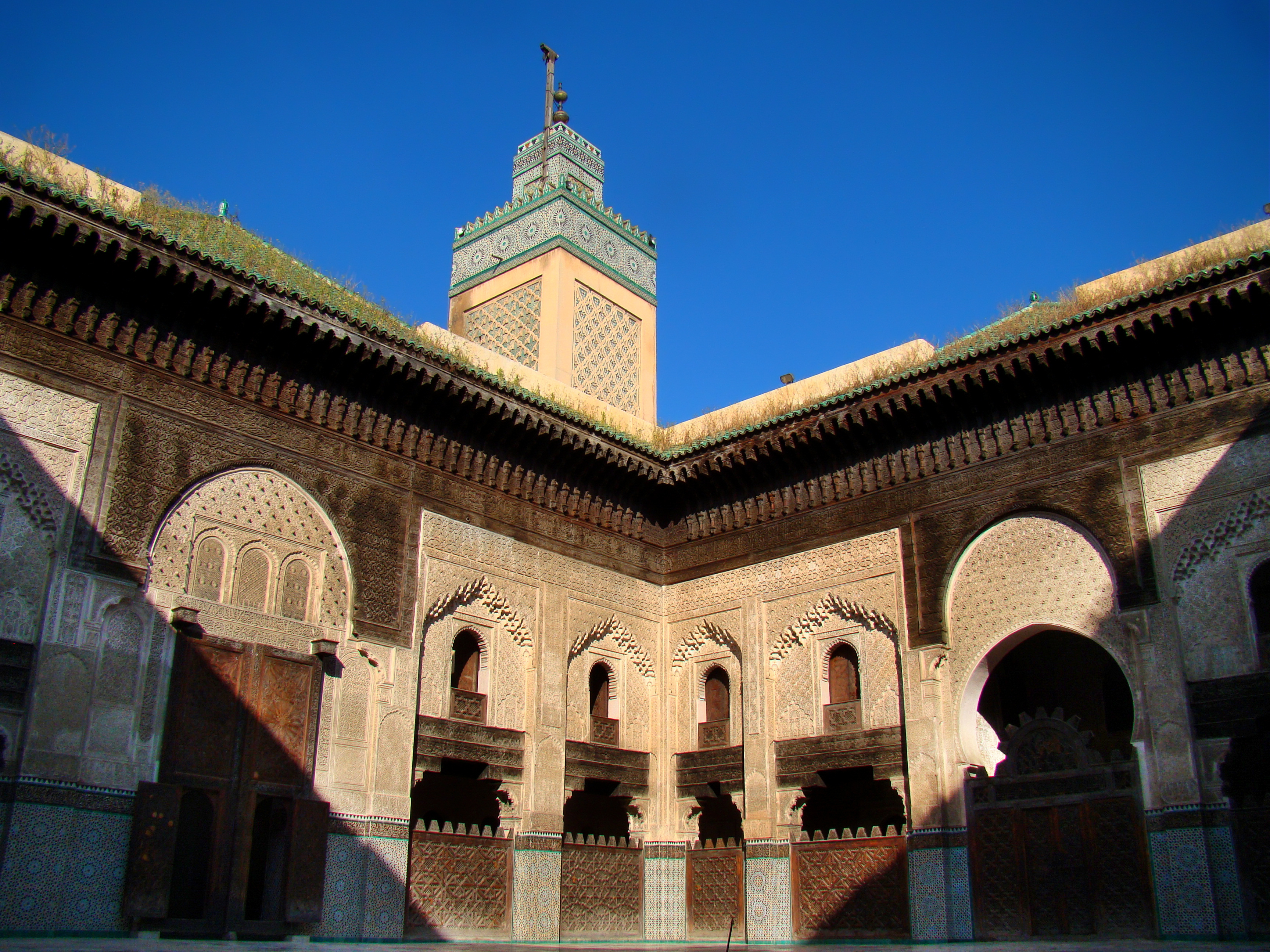
中庭とミナレット

ブー・イナーニーヤ・マドラサ (英: Madrasa Bou Inania, Bou Inaniya, アラビア語: المدرسة أبو عنانية بفاس) は、モロッコのフェズにあるマドラサ (イスラームの神学校) である。1351年から1356年にかけてベルベル人の王アブー・イナーン・ファーリスによって建設されており、マリーン朝における代表的な建築物として知られている。彼はメクネスにも同名のマドラサを建築している。
建物の名前である「ブー・イナーニーヤ」は国王の名前である「アブー・イナーン」より採られている。（AbouのAは定冠詞のAlと同様にして省略）ブー・イナーニーヤは教育施設と礼拝堂の2つの役割を果たしていた。
また、ブー・イナーニーヤはフェズにおいてミナレットを持つ唯一のマドラサである。マドラサの正門から続く道の反対側には沐浴場がある。中庭の左右の建物が神学校の教室となっている。
歴史によると、世界最古の大学として有名なカラウィーイーン・モスクの宗教学者がアブー・イナーン・ファーリスにマドラサを建築するよう進言したとされる。ブー・イナーニーヤ・マドラサはマリーン朝において最後に建築されたマドラサとなった。ブー・イナーニーヤ・マドラサは現在でもモロッコで非常に重要なイスラム教の宗教施設であり、大モスクとしての地位を獲得している。 
ブー・イナーニーヤ・マドラサはムーレイ・スレイマーンがモロッコを統治していた18世紀に一度改修された。20世紀になり、木造建築になっていた部分は耐荷重構造へと改修され、装飾が崩れていた部分に関しては再度彩飾が施された。
ブー・イナーニーヤ・マドラサはモロッコにおいてイスラム教信者以外の観光客が観光できる数少ない宗教施設となっている。ブー・イナーニーヤ・マドラサの反対側にはダール・アル・マガナという水時計を動かす施設がある。

## 参考資料
- Hillenbrand, Robert. 1994. Islamic Architecture. New York: Columbia UP, 240-251.
- Hoag, John. 1987. Islamic Architecture. New York: Rizzoli, 57-59.
- Michell, George, ed. 1996. Architecture of the Islamic World. London: Thames & Hudson, 216.
- Mohammed Mezzine (ed.), Andalusian Morocco: A Discovery in Living Art, 99. [リンク切れ]
- R. le Toureau, Fes in the Age of the Marinides, Oklahoma: Norman: 1961, pp. 120–7
- Blair, Sheila S. ; Bloom, Jonathan M. The art and architecture of Islam, 1250 - 1800. New Haven and London : Yale University Press, 1994. pp. 122 – 123.